# ساوت رایدینگ (ویرجینیا)
ساوت رایدینگ (به انگلیسی: South Riding) یک مکان تعیین شده برای سرشماری است و در سهمیه شهرستان لاودن در ایالت ویرجینیا گنجانده شده‌است. جمعیت سرشماری سال ۲۰۱۰ قریب به ۲۴۲۵۶ بود. شاهراه ۵۰ ایالتی ایالات متحده مسیر دسترسی به این محل و رستون و سایر مراکز شغلی عمده در ویرجینیا شمالی و واشینگتن، D.C. می‌باشند. ساوت رایدینگ ۲۴٬۲۵۶ نفر جمعیت دارد.